# Mesembrina aurocaudata
Mesembrina aurocaudata är en tvåvingeart som beskrevs av Fritz Isidore van Emden 1965. Mesembrina aurocaudata ingår i släktet Mesembrina och familjen husflugor. Inga underarter finns listade i Catalogue of Life.